# Goslarer Dom

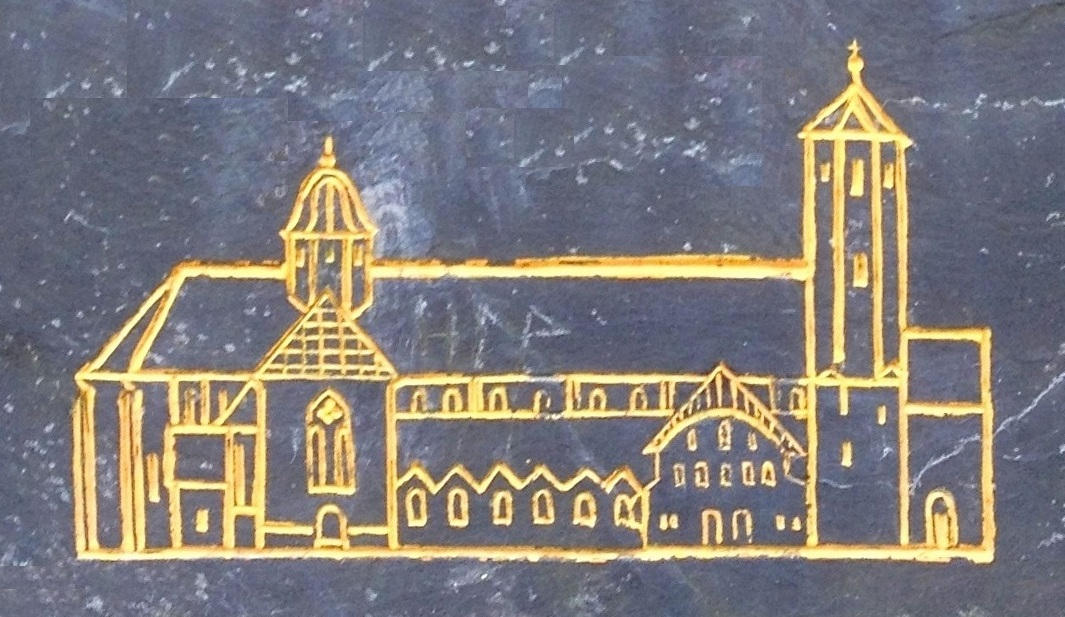
Rekonstruktionsskizze (Infotafel bei der Vorhalle; Ostseite links)

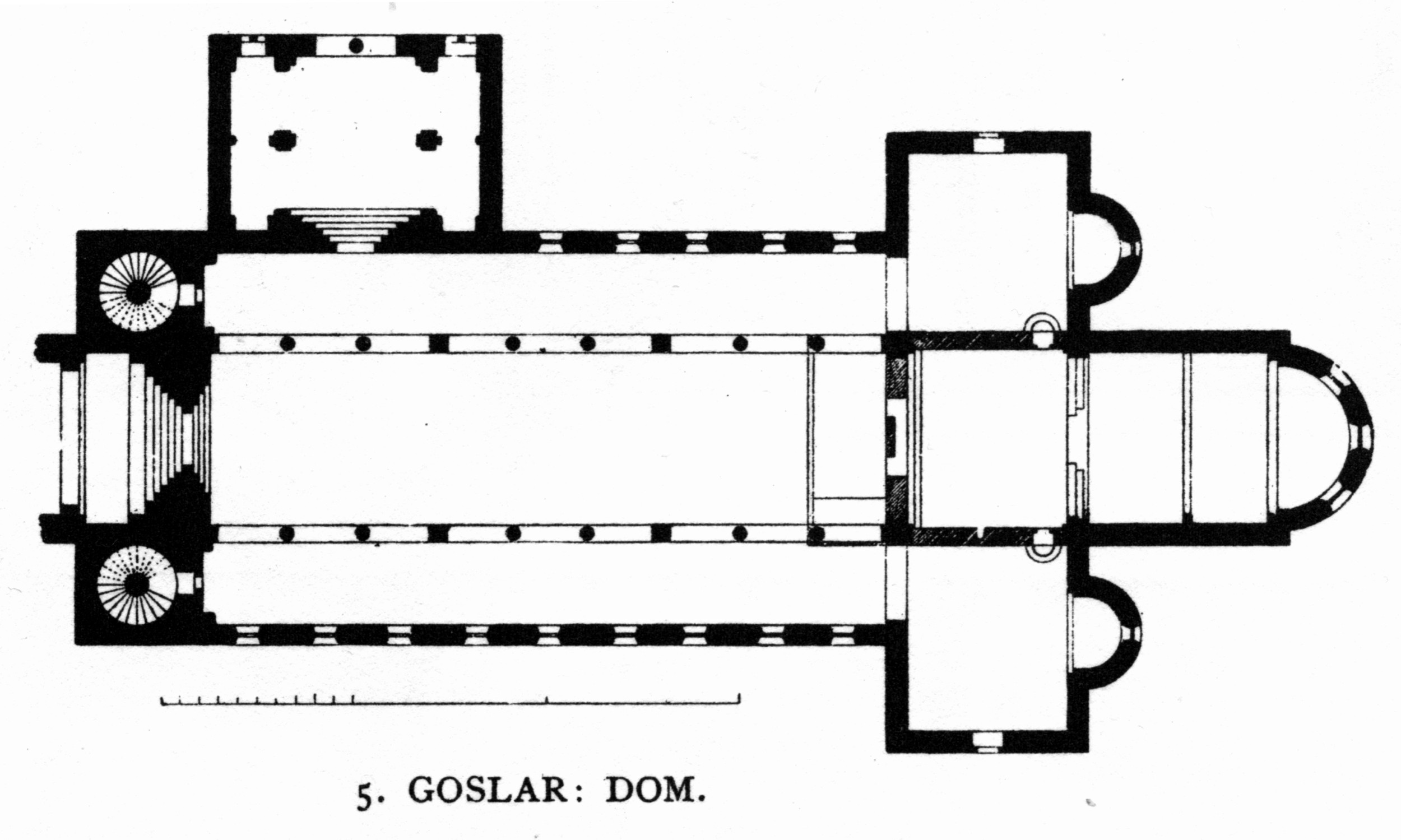
Grundriss (nach: Dehio/von Bezold: Kirchliche Baukunst des Abendlandes. Stuttgart, 1887–1901; Ostseite rechts)

Der Goslarer Dom ist die ehemalige Stiftskirche St. Simon und Judas in Goslar. Sie wurde zwischen 1040 und 1050 errichtet, war Bestandteil des Bezirks der Kaiserpfalz Goslar und wurde 1819–1822 abgebrochen. Heute ist noch die nördliche Domvorhalle erhalten.
Die Bezeichnung „Dom“ hat hier nicht die jüngere Bedeutung Kathedrale, sondern die ältere von Münster.

## Lokale Einordnung
Die Kirche war Bestandteil des Pfalzbezirkes der Kaiser- und Königspfalz Goslar. Sie steht damit in enger Verbindung mit anderen Bauwerken des Areals wie der Aula regia (Kaiserhaus), auf deren Mitte seine Längsachse wies, der Liebfrauenkapelle (nicht mehr vorhanden), der Kapelle St. Ulrich und den Kuriengebäuden, die alle auf engem Raum standen. Unmittelbar an den Dom angrenzend standen der Kreuzgang mit Refektorium, Granarium und Kapitelhaus.

## Bedeutende historische Ereignisse
- 1056 trafen sich Papst Viktor II. und Kaiser Heinrich III. in Goslar und besuchten die Kirche.
- 1063 kam es anlässlich eines Fürstentages in Goslar in Gegenwart des jungen Königs Heinrich IV. zum Goslarer Blutpfingsten (auch Goslarer Rangstreit), einer bewaffneten Auseinandersetzung in der Kirche zwischen den Gefolgsleuten des Bischofs von Hildesheim und des Abtes von Fulda mit Todesopfern.
- 1066 wurde Benno, bis dahin königlicher Kapellan und Kanoniker an St. Simon und Judas, Bischof von Meißen; er wurde 1523 heiliggesprochen.[2]
- 1154 übernahm Rainald von Dassel die Propstei.[3]

## Baugeschichte
Das Kirchengebäude wurde nach einem einheitlichen Entwurf in Form einer dreischiffigen, flachgedeckten Basilika mit doppeltem („sächsischem“) Stützenwechsel errichtet. Die Mauern waren mit Kalkbruchsteinen ausgeführt, wogegen die Säulen aus rotem Sandstein bestanden. Ihre erhalten gebliebenen achteckigen Würfelkapitelle stammen nach dem Kunsthistoriker Joachim Salzwedel vom Urbau und wurden zum Vorbild für die oktogonalen Kapitelle im Bodenseeraum (vgl. Konstanzer Münster). Die Zweifarbigkeit der Architektur (rote Säulen versus grauer Bruchstein) führt Salzwedel auf oberrheinische Architekturen wie die Klosterkirche Limburg an der Haardt – Familienkloster Kaiser Heinrichs III. – zurück. Der Westbau bestand aus zwei achteckigen niedrigen Türmen und einem Stufenportal dazwischen, dessen Herkunft vom Speyerer Dom unstreitig ist. Die vorgelagerte Vorhalle allerdings ist eine sächsische Eigenart, die unmittelbar darauf vom Hildesheimer Dom des Bischofs Hezilo aufgegriffen wurde. Drei Apsiden beschlossen den Bau nach Osten – zwei Querhausapsiden und die Hauptapsis am Chorrechteck. Unter dem Chor befand sich eine Krypta.
Der Urbau wurde nach Salzwedel gegen 1144 abgebrochen und durch einen gewölbten Neubau auf den alten Fundamenten ersetzt. Der Neubau wurde nicht nur notwendig, weil die Mauern des Urbaus nicht für das Tragen der geplanten Gewölbe taugten. Durch die Wölbung, die nach dem Schema des Gebundenen Systems erfolgte, geriet auch der Arkaden-Rhythmus der Hochschiffwand „aus dem Takt“, denn der doppelte Stützenwechsel ist mit diesem Gewölbeschema schlechterdings unvereinbar. Folgerichtig wurde er beim Neubau zum einfachen, „rheinischen“ Wechsel von Pfeiler und Säule reduziert, wobei die Pfeiler mit ihren Vorlagen die Gurtbögen des Mittelschiffsgewölbes trugen, und die Säulen auf die Struktur der Seitenschiffe bezogen waren. Ein Kuriosum stellten die Säulen mit den oktogonalen Würfelkapitellen dar, die vom Urbau stammten und quasi als „Spolien“ wiederverwendet wurden. Mit der Einwölbung ist der Goslarer Dom der erste vollständig gewölbte Großbau in Deutschland.
Der Neubau wurde am 2. Juli 1051 durch Erzbischof Hermann von Köln geweiht. Zu diesem Zeitpunkt war sie der größte romanische Kirchenbau rechts des Rheins. Um 1200 wurde die noch erhaltene Domvorhalle angebaut und der Haupteingang – bisher nach Westen zum Pfalzgebäude weisend – hierher und damit in Richtung Stadt verlegt. In der Zeit der Gotik wurde neben dem nördlichen Anbau eines vierten Kirchenschiffs der Chor verändert.
Zur Ausstattung der Kirche gehörten unter anderem der bronzene Krodoaltar (heute neben weiteren bedeutenden Ausstattungsstücken im Goslarer Museum) und der Goslarer Kaiserstuhl aus dem 11. Jahrhundert (heute im Pfalzgebäude, Nachbildung in der Domvorhalle).

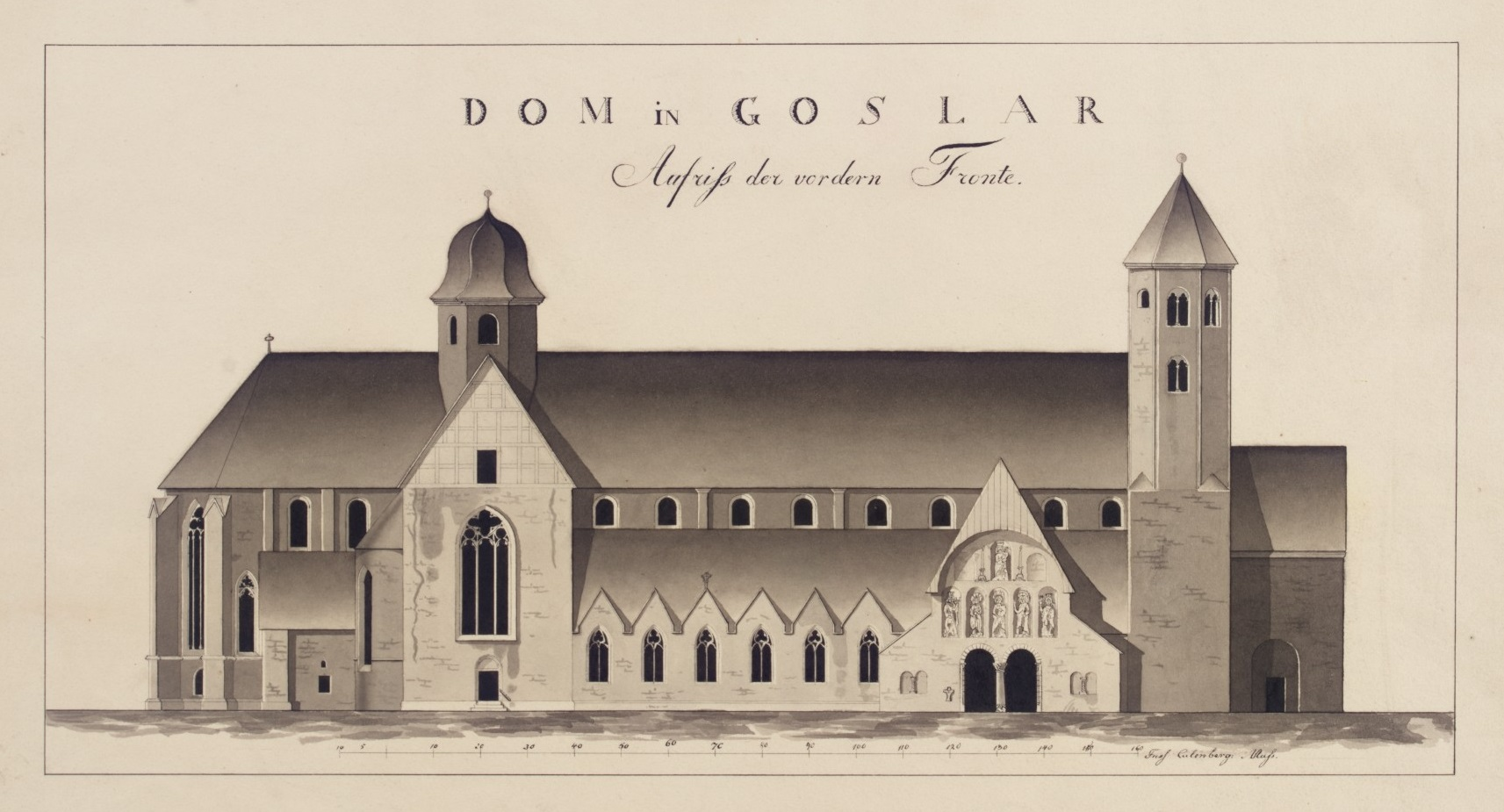
Eduard Mühlenpfordt, Zeichnung des Doms 1819

Geweiht wurde die Kirche den Aposteln Simon und Judas, an deren Festtag, dem 28. Oktober, Kaiser Heinrich III., der Bauherr des Doms, im Jahr 1017 geboren worden war. Abt Meginher von Hersfeld überließ ihm dafür Reliquien der beiden Apostel. Heinrich hielt sich häufig in Goslar auf. Wenige Jahre später gründete er in Goslar auch das heute nicht mehr bestehende Petersstift.
1819 kam das damals baufällige Kirchengebäude wegen fehlender Mittel für seine Instandsetzung zur Versteigerung und ging an einen Handwerker, der ihn als Steinbruch nutzte und im Wesentlichen bis 1822 abtrug. Erhalten geblieben ist nur noch die Vorhalle.
Anfang der 1970er Jahre wurde am früheren Standort der Stiftskirche St. Simon und Judas eine größere Parkfläche mit der Bezeichnung Kaiserpfalzparkplatz angelegt.

## Vorhalle

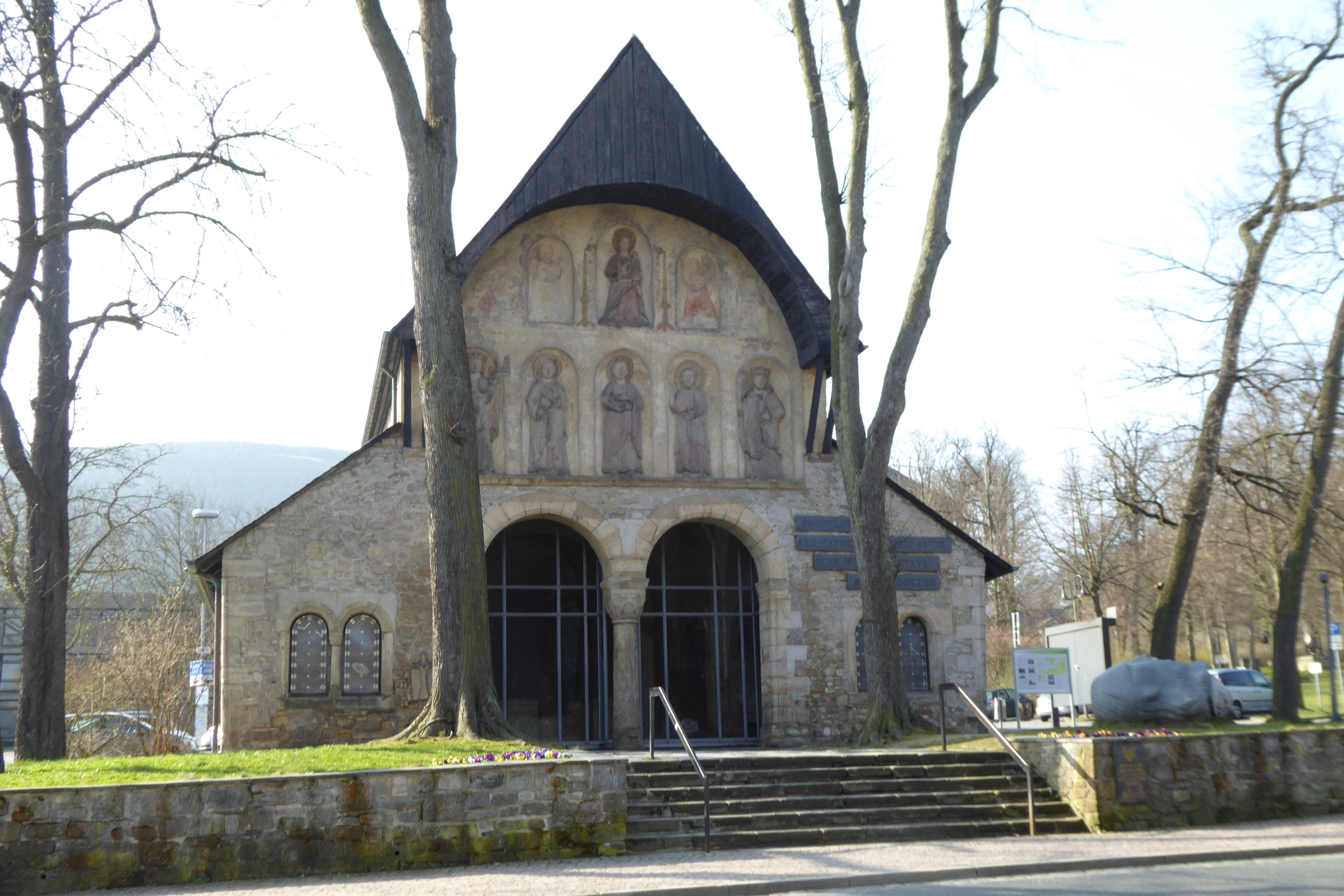
Die erhaltene nördliche Vorhalle der Stiftskirche St. Simon und Judas

Die Vorhalle blieb beim Abriss der Kirche 1819 erhalten, weil in ihr die wertvollsten Teile der Kirchenausstattung aufbewahrt wurden. Sie war wohl nach 1150 dem – in ihrer Südwand ebenfalls erhaltenen – Nordportal der Kirche vorgesetzt worden. Die Halle umfasst zwei Joche mit basilikalem Querschnitt. Die Fassade mit zwei Portalen wurde entsprechend ihrer Funktion – Repräsentation des kaiserlichen Pfalzbezirks gegenüber der Stadt – mit aufwendigem Skulpturenschmuck versehen. In zwei Reihen von Nischen – oben drei, darunter fünf – sind in farbig gefassten Stuckreliefs dargestellt: in der Mitte die Gottesmutter mit dem Jesusknaben, flankiert von (nur gemalten) anbetenden Engeln; darunter in der Mitte der Apostel Matthias, der seit der Überführung von Reliquien aus Trier jahrhundertelang als Stadtpatron Goslars verehrt wurde und auf den Münzen der Stadt abgebildet war; zu seinen Seiten die Kirchenpatrone Simon und Judas; außen zwei Kaiser, von denen der linke, der ein Kirchenmodell trägt, als Heinrich III. identifiziert werden kann, während die Identität des rechten, der ein profanes Bauwerk hält, unsicher ist.

## Bodenreste

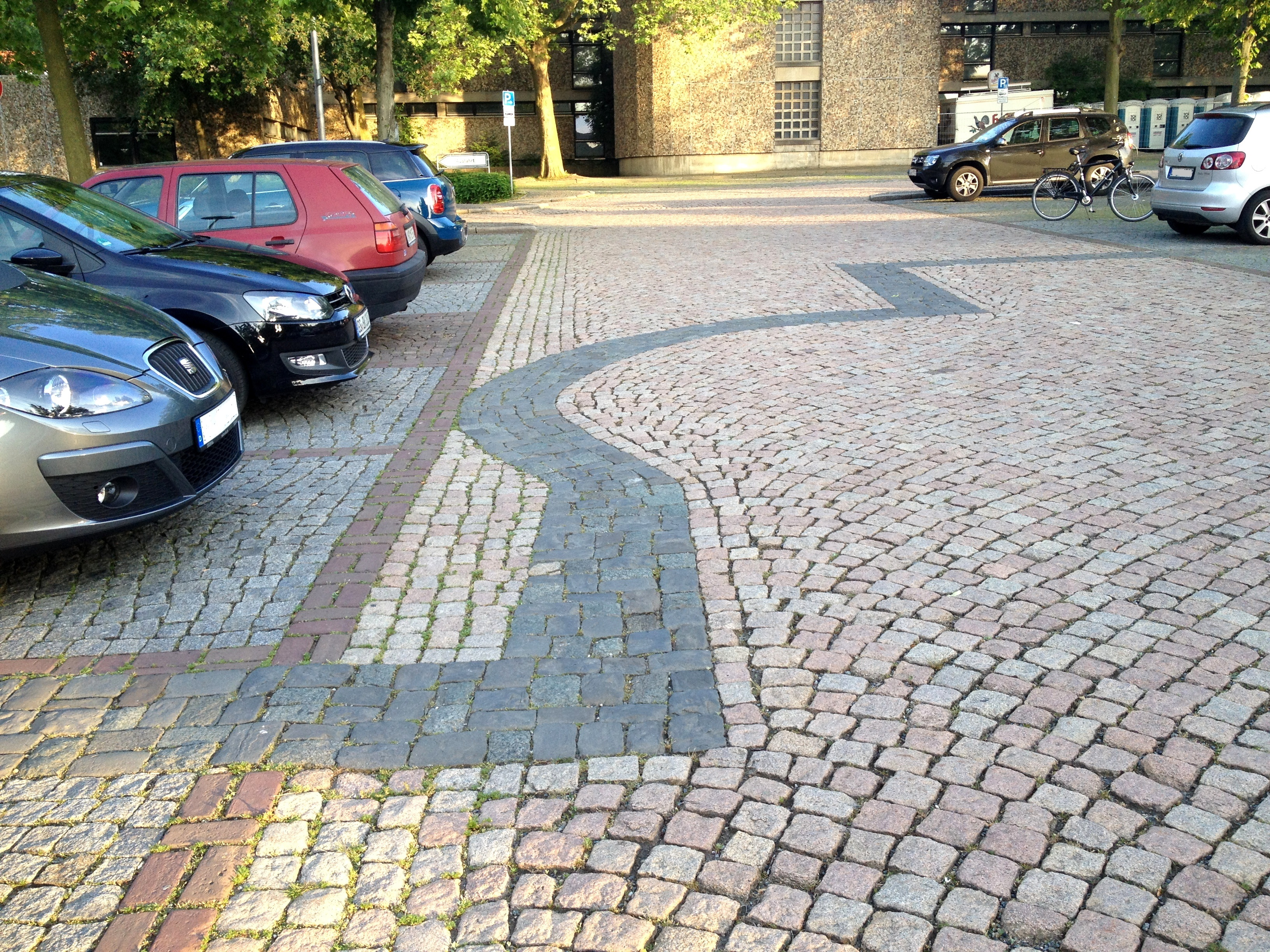
Die Umrisse der Kirche sind im Pflaster des Parkplatzes markiert; hier die südliche Nebenapsis.

Im Zuge einer größeren Umgestaltung des Areals an der Kaiserpfalz wurden 2018 und 2019 im Bereich des Domplatzes, ein heutiger Parkplatz, Georadarmessungen vorgenommen. Sie führten zur Entdeckung von Mauerresten der Stiftskirche in einer Tiefe von 0,5 bis 1,5 Meter unter der Erdoberfläche. Anhand der Messungen konnten Bauteile der Krypta, des Westwerks mit den Türmen, des Treppenhauses und des Kreuzganges erkannt werden. Eine Visualisierung der Messergebnisse durch Archäologen des Niedersächsischen Landesamtes für Denkmalpflege zeigt den Grundriss der Kirche an. Für die Archäologen war die Entdeckung der verschwunden geglaubten Grundmauern der Kirche eine Überraschung. Beim Abriss der Kirche Anfang des 19. Jahrhunderts hatte ein Architekt schriftlich festgehalten, dass Baureste bis in einen Meter Tiefe beseitigt worden seien. Der Bezirksarchäologe des Stützpunktes Braunschweig des Niedersächsischen Landesamtes für Denkmalpflege Michael Geschwinde hält die Mauerreste für ein Bodendenkmal von nationaler Bedeutung, da sie von einem Reichsstift stammen.
Eine Freilegung ist nicht geplant, da dies Kosten in Millionenhöhe verursachen würde und eine dauerhafte Sicherung nicht möglich sei. Meist handele es sich bei derartigen Resten um nicht vermörtelte Kalksteinmauern in Lehm.

## Umgestaltung des Kirchenstandortes
Die Stadt Goslar plant im Zuge einer städtebaulichen Umgestaltung seit etwa 2018, den Parkplatz auf dem früheren Standort der Kirche in eine Frei- und Grünfläche mit der Bezeichnung Stiftsgarten umzugestalten. Es ist beabsichtigt, die 2018 und 2019 entdeckten Bodenreste der Kirche in die Gestaltung einfließen zu lassen. Laut dem Siegerentwurf eines Freiraumwettbewerbs sollen die Ergebnisse der Georadar-Untersuchungen mit Mauerresten im Boden mithilfe von Betonumrissen oberirdisch dargestellt werden. Der Entwurf führte zu heftiger Kritik durch verschiedene in die Planungen einbezogene Institutionen aus der Bürgerschaft. Demzufolge werde der frühere Kirchengrundriss nicht anschaulich und nachvollziehbar dargestellt, da nur bruchstückhafte Ergebnisse der Georadar-Untersuchungen abgebildet werden sollen. Zudem würden in dem Entwurf Mauerreste oberirdisch an Stellen projiziert, an denen sich derartige bauliche Strukturen nie befunden haben. 2020 trafen sich die an der Umgestaltung des Kaiserpfalzquartiers beteiligten Fachleute, um das Freiraumkonzept im Bereich der ehemaligen Stiftskirche zu konkretisieren.